# Кръщене (Михаел Анхер)
„Кръщене“ (на датски: En Barnedaab) е картина от датския художник Михаел Анкер от 1883 – 1888 г.
Картината е нарисувана с маслени бои върху платно и е с размери 186 x 250 cm. В „Кръщене“ Михаел Анкер представя кръщенето на дъщеря си Хелга, заобиколена от кръстници. Всички кръстници са част от артистичната общност в Скаген. Той иска да направи подарък на „духовните кръстници“ на дъщеря си. Тъй като някои от художниците не се завръщат в Скаген всяко лято, то той ги заменя. В центъра е изобразен художникът Кройер. Съпругата му, художничката Анна Анкер, докато самият той е най-отзад. Като представител на реализма, не добавя някаква сакрална светлина в сцената, Михаел Анкер подчертава естествената светлина от прозорците. Чрез кръщенето дъщеря му става дете на светлината. В същото време внася светлина в помещението чрез голямото разнообразие от нюански на сивото, което е характерно за художниците от Скаген.
Картината е част от колекцията на Художествената галерия в Рибе, Дания.